# Antoniwka
Antoniwka (ukrainisch Антонівка; russisch Антоновка Antonowka) ist eine Siedlung städtischen Typs in der Ukraine mit etwa 12.000 Einwohnern. Sie liegt östlich von Cherson, der Hauptstadt der Oblast Cherson.

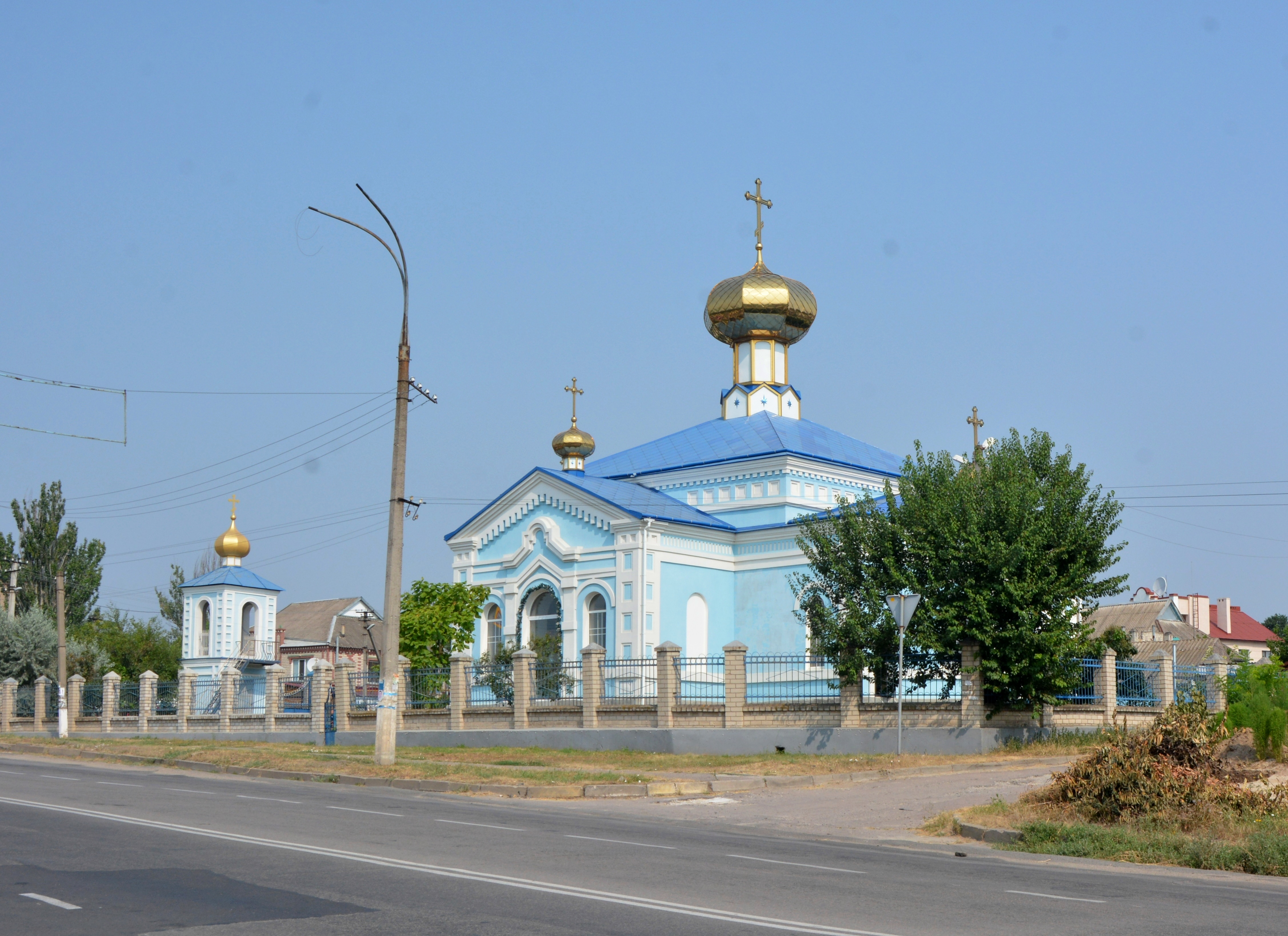
Kirche im Ort

## Geschichte
1822 wurde das Dorf „Schirokoje“ (Широкое) erstmals genannt, 1917 wird der Ort in „Antonowka“ (bzw. analog ukrainisch „Antoniwka“) umbenannt. 1963 erhält er schließlich den Status einer Siedlung städtischen Typs.
1944 bekam der Ort einen Bahnhof an der Bahnstrecke Cherson–Kertsch, 1954 wurde östlich des Ortes die Antoniwka-Eisenbahnbrücke eröffnet, 1985 folgte dann auch die Antoniwka-Straßenbrücke.

## Geographie
Antoniwka ist als Siedlung städtischen Typs am Nordufer des Dnepr östlich der Stadt Cherson gelegen.
Am 12. Juni 2020 wurde die Siedlung ein Teil der Stadtgemeinde Cherson; bis dahin bildete sie zusammen mit dem Dorf Molodischne (Молодіжне) die Siedlungsratsgemeinde Antoniwka (Антонівська селищна рада/Antoniwska selyschtschna rada) im Osten der Stadt Cherson als Teil des Stadtrajons Dnipro.
Seit dem 17. Juli 2020 ist sie ein Teil des Rajons Cherson.

## Weblinks

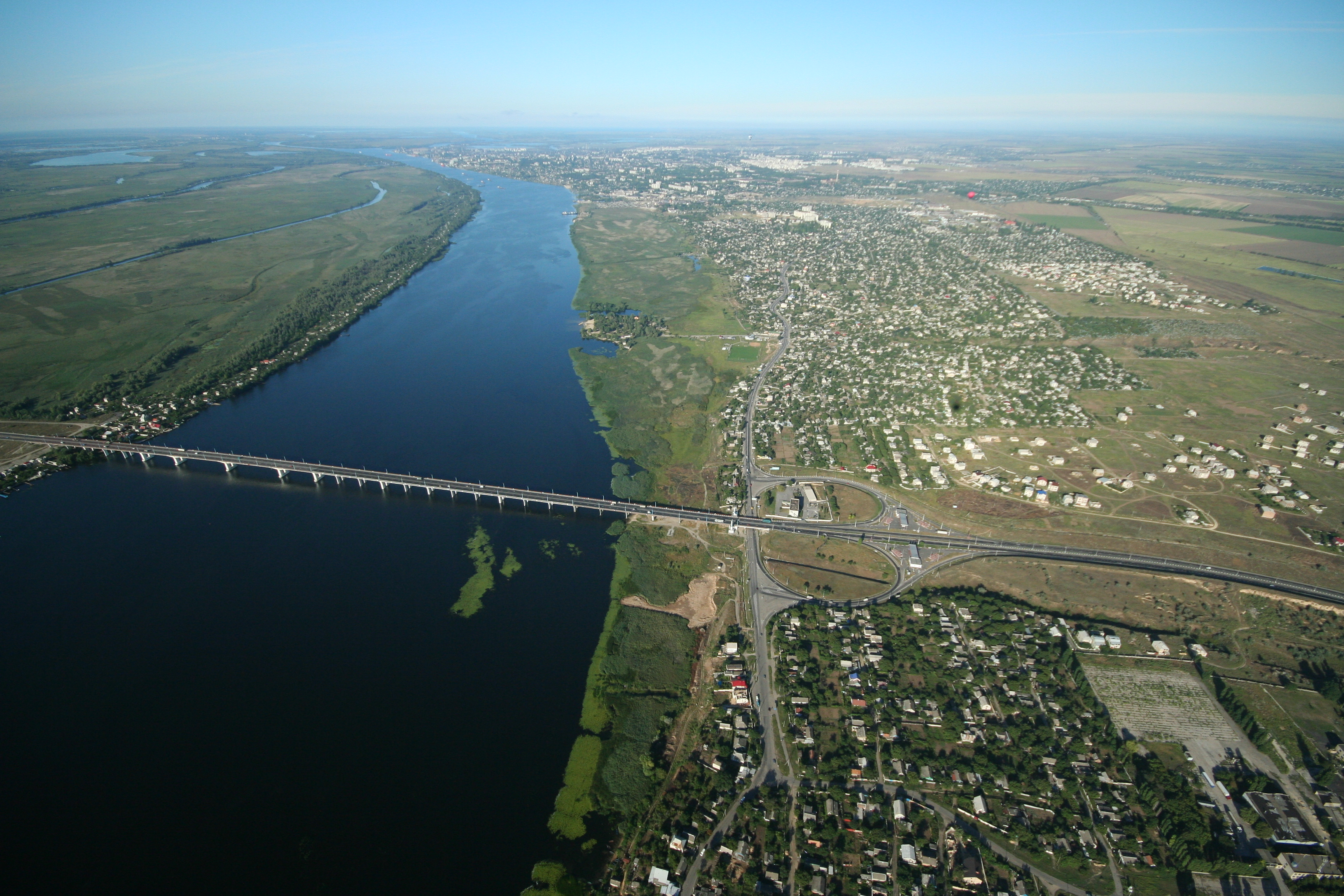
Blick auf den Ort samt Dnepr-Straßenbrücke